# FK Shahdag-Samur Qusar
Maillots
Le Futbol Klubu Shahdag-Samur Qusar (en azéri : Futbol Klubu Şahdağ-Samur Qusar), plus couramment abrégé en FK Shahdag-Samur Qusar, est un ancien club azerbaïdjanais de football fondé en 1950 et disparu en 2017, et basé dans la ville de Qusar.

## Palmarès
| Compétitions nationales                                                               |
| ------------------------------------------------------------------------------------- |
| - Championnat d'Azerbaïdjan D2 (1) : - Champion : 1997-98. - Vice-champion : 2008-09. |

## Personnalités du club

### Présidents du club
- Beybala Mamedov
- Arastun Niftiyev

### Entraîneurs du club
- Fuad İsmayilov
- Adil Mahmudov